# 다나촌 (가나가와현 고자군)
다나촌(일본어: 田名村)은 일본 가나가와현 고자군에 설치되었던 촌이다. 현재의 사가미하라시 주오구에 해당한다.

## 참고 문헌
- 角川日本地名大辞典編纂委員会,『角川日本地名大辞典 神奈川県』1984, 角川書店